# Tour hertzienne de Saint-Denis-lès-Bourg
La tour hertzienne de Saint-Denis-lès-Bourg est un site d'émission se trouvant à quelques kilomètres de Bourg-en-Bresse dans l'Ain. Son propriétaire est l'opérateur TDF.
Elle accueille des relais de téléphonie mobile (Orange, Bouygues Télécom et Free), des émetteurs de radio FM et d'autres réseaux comme la radiomessagerie et les PMR.
Elle est aussi appelée la "tour des Cadalles" car elle se trouve non loin du lotissement des Cadalles, toujours à Saint-Denis-lès-Bourg. De plus, elle est identifiée sous ce nom dans les autorisations pour les relais de téléphonie ou les émetteurs de radio FM.

## Historique
La tour hertzienne de Saint-Denis-lès-Bourg (anciennement « Tour PTT ») a été construite en 1979 pour intensifier le trafic téléphonique en portant les communications simultanées à 36 300 liaisons.
Elle mesure pratiquement 80 m de haut et c'est une réalisation de la Direction régionale du réseau national des télécommunications.
Elle se trouve dans le quartier des Câbles de Lyon au nord-ouest de Bourg-en-Bresse, tout près de l'usine Nexans et entre Saint-Denis-lès-Bourg et Viriat.

## Téléphonie mobile

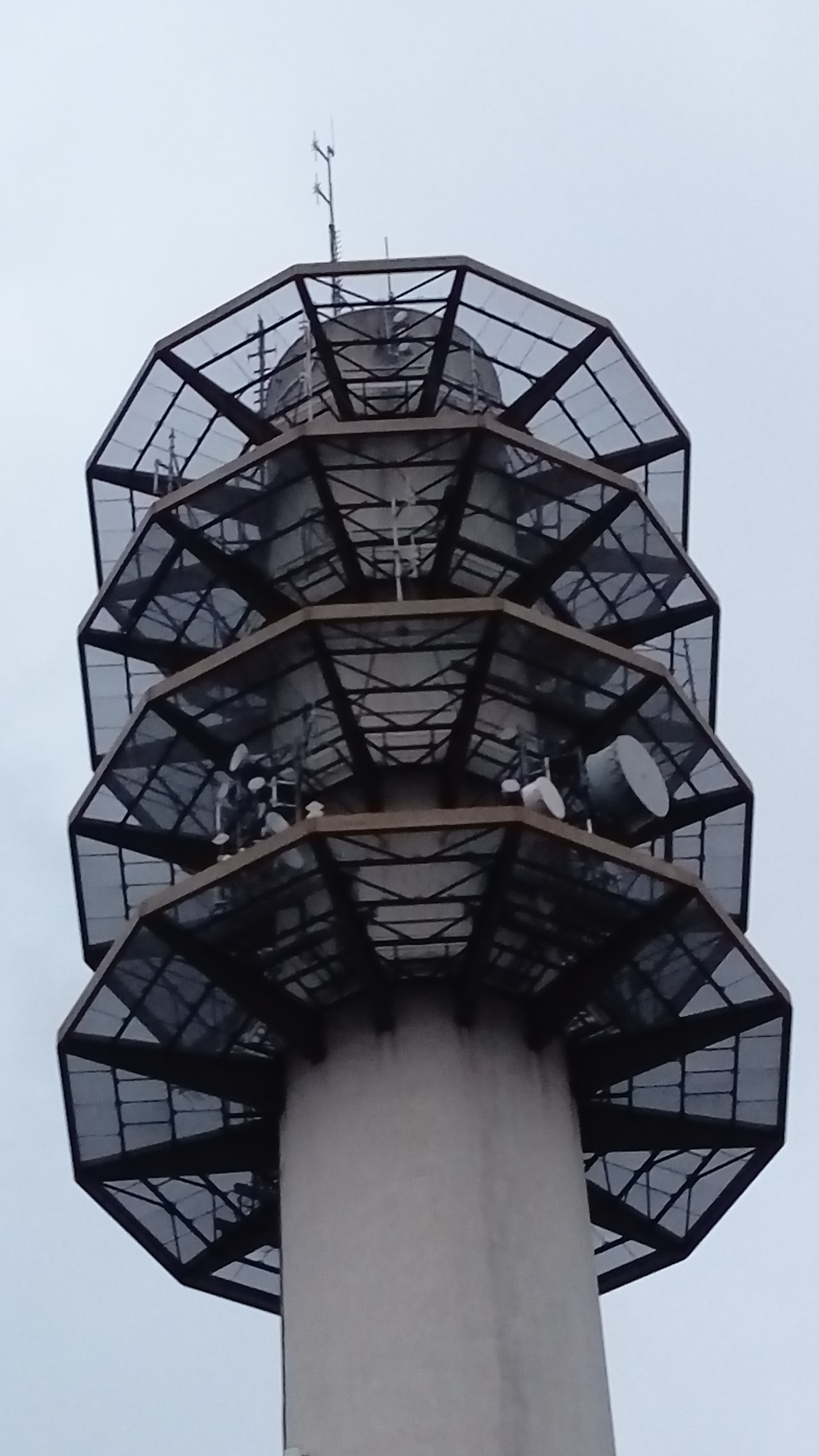
Étages de la tour hertzienne de Saint-Denis-lès-Bourg

Les relais mobiles se trouvent fixés sur la colonne entre le sol et les étages.

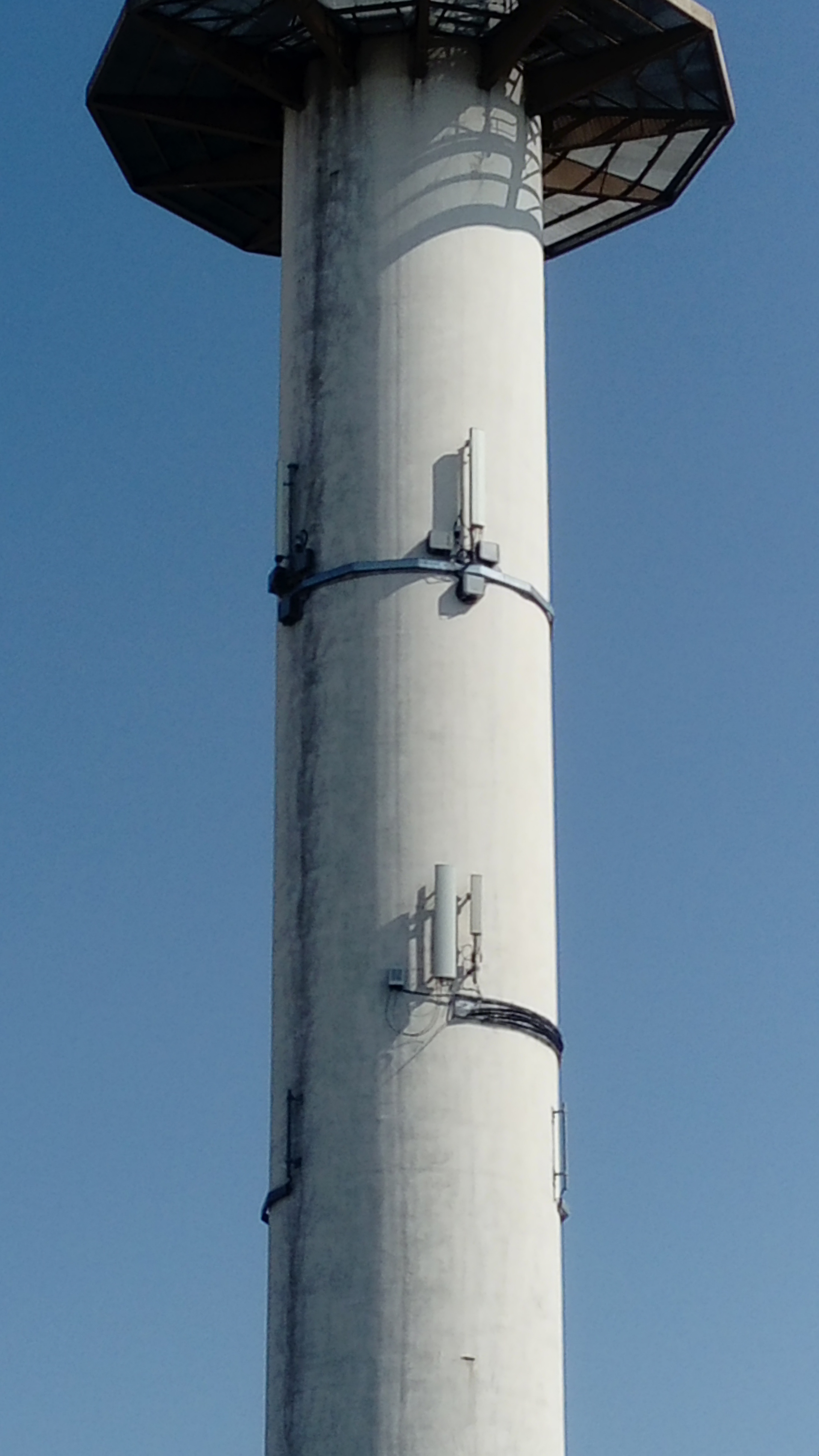
Les relais mobiles sur le tronc de la tour (depuis la rue de la Tour à Saint-Denis-lès-Bourg).
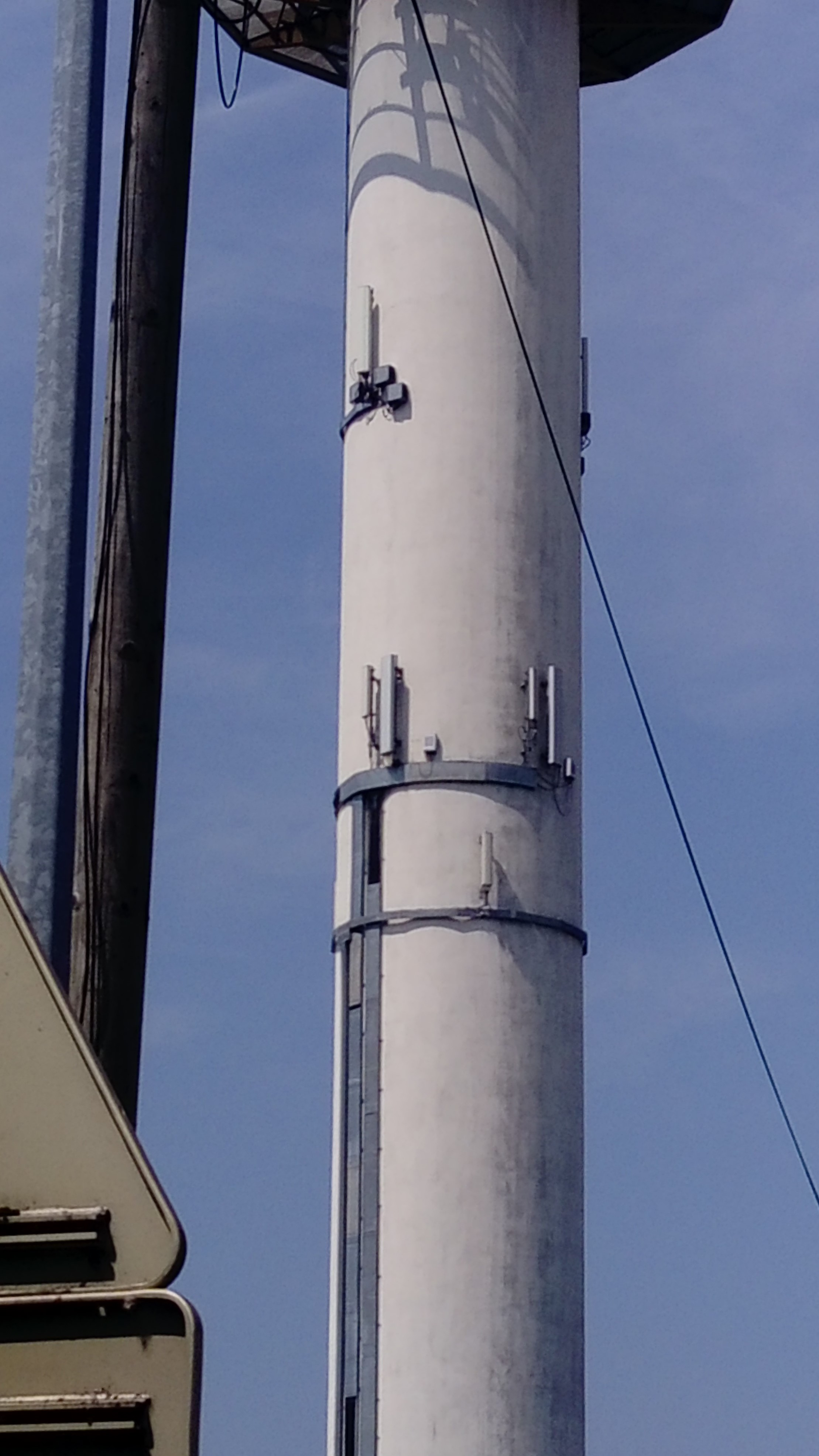
Les relais mobiles sur le tronc de la tour (depuis la rue des Marguerites à Bourg-en-Bresse).
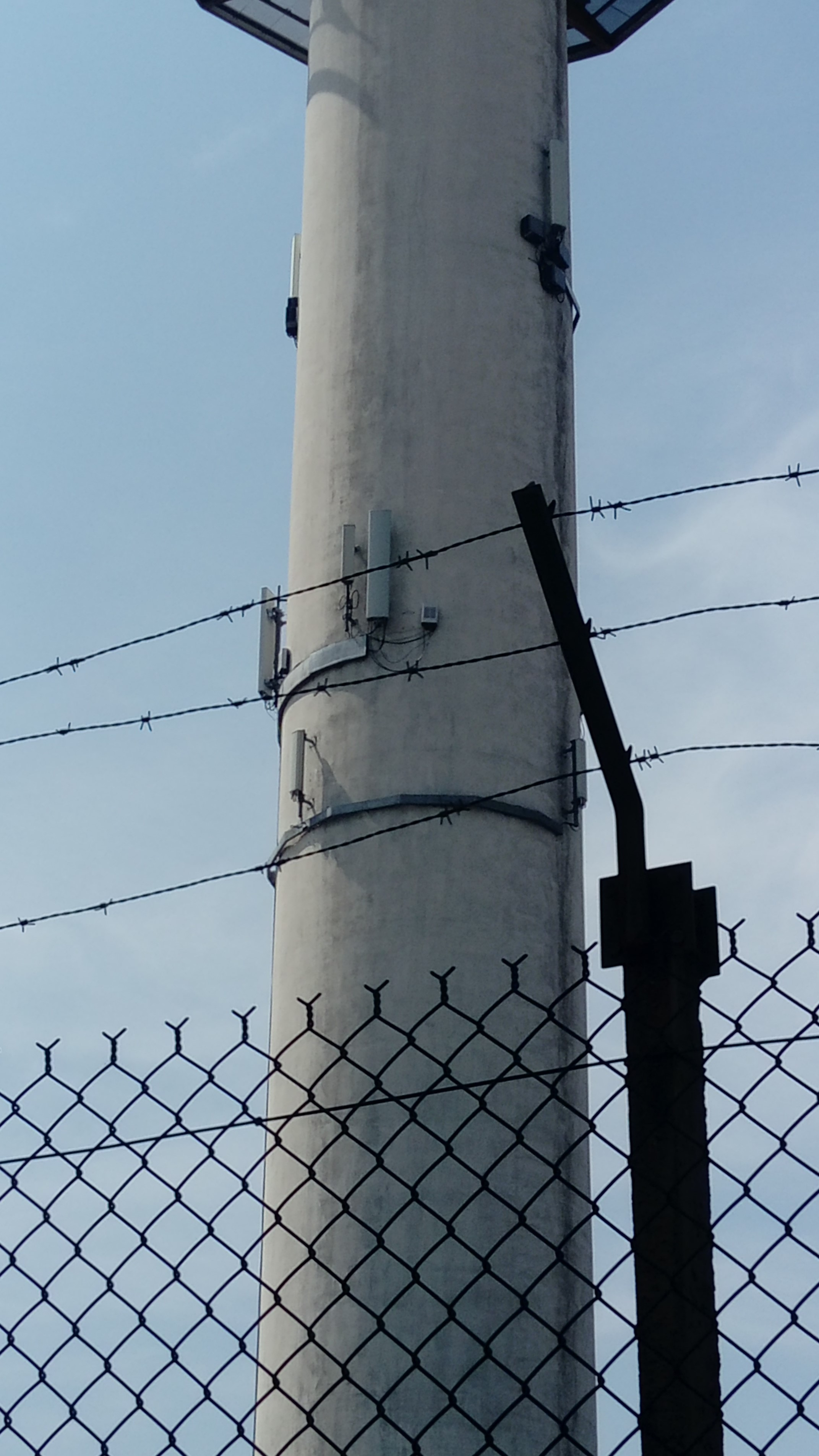
Les relais mobiles sur le tronc de la tour (depuis la rue des câbles de Lyon à Saint-Denis-lès-Bourg).

| Opérateur        | 2G  | 3G  | 4G  | FH  |
| ---------------- | --- | --- | --- | --- |
| Orange           | Oui | Oui | Oui | Non |
| Bouygues Télécom | Non | Non | Non | Oui |
| Free             | Non | Oui | Oui | Oui |

### Sources
- Cartoradio (données de l'ANFR) (consulté le 23 juin 2018).
- Carte des Faisceaux hertziens sur lafibre.info (zoomer sur Bourg-en-Bresse et ne sélectionner que "Bouygues Télécom" et "Free" à gauche) (consulté le 23 juin 2018).

## Radio FM

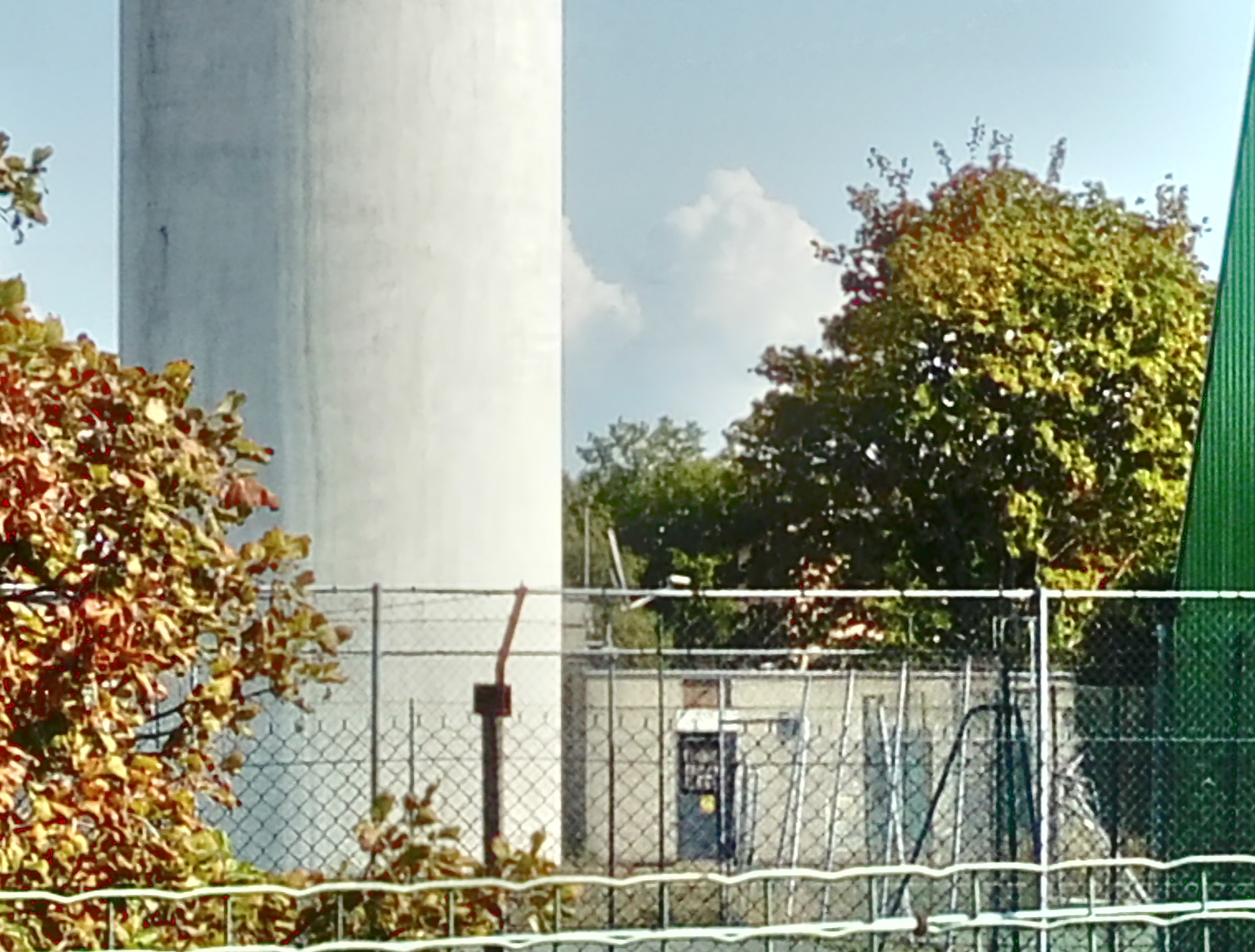
Bâtiment regroupant les différents appareils d'émission et l'électricité au pied de la tour.

### Liste des stations émises
La tour hertzienne, dominant la proche agglomération de Bourg-en-Bresse et étant gérée par TDF (opérateur s'occupant de la diffusion de la radio), diffuse 35% des 20 stations FM autorisées sur Bourg-en-Bresse.
| Fréquence | Radio           | Puissance (PAR) | RDS (PS) | PS dynamique                                 | RDS (RT) | Depuis |
| --------- | --------------- | --------------- | -------- | -------------------------------------------- | --- | ------ |
| 91.3      | France Inter    | 100 W           | __INTER_ | Non                                          | "Titre ou émission en cours - FRANCE INTER 1ERE RADIO DE FRANCE" ou "FRANCE INTER PREMIERE RADIO DE FRANCE" | 1996   |
| 92.2      | France Musique  | 100 W           | _MUSIQUE | Non                                          | "Titre ou émission en cours - FRANCE MUSIQUE" ou "FRANCEMUSIQUE.FR - CE MONDE A BESOIN DE MUSIQUE"          | 1996   |
| 97.2      | Radio Classique | 1 kW            | CLASSIQ_ | Oui · Nom du titre ou de l'émission en cours | Titre ou émission en cours ou Slogan                                                                        | 1996   |
| 102.0     | France Culture  | 100 W           | _CULTURE | Non                                          | "Émission en cours - FRANCE CULTURE" ou "A ECOUTER ET PODCASTER SUR FRANCECULTURE.FR"                       | 1996   |
| 105.4     | France Info     | 100 W           | __INFO__ | Non                                          | "Tranche horaire, chronique, émission en cours - FRANCEINFO : PAS JUSTE L'INFO. L'INFO JUSTE."              | 1996   |
| 105.9     | Radio Salam     | 100 W           | R-SALAM_ | Non                                          | Non | 2011   |
| 106.5     | Skyrock         | 100 W           | SKYROCK_ | Non                                          | "Titre en cours" ou "SKYROCK - (Émission en cours)"                                                         | 2017   |

### Historique
La tour hertzienne ne comptait que 5 radios entre 1996 et 2011 : France Inter (91.3), France Culture (102.0), France Info (105.4), France Musique (106.5) et RTL (106.9).
Le 27 octobre 2011, quelques changements se sont produits. De nouvelles radios commencent à émettre : Europe 1 (90.4) et Radio Salam (106.5). France Musique déménage sur le 92.2 (pour libérer le 106.5, elle est ainsi plus proche du 92.4 du Mont Pilat) et Radio Classique (97.2) arrive sur la tour, elle a déménagé du proche château d'eau de Saint-Rémy où elle diffusait ses programmes sur Bourg-en-Bresse et sa région depuis 1996.
En mai 2017, à la suite de transferts d'émetteurs de la part du groupe Lagardère Active de TDF à Towercast pour faire des économies sur les frais de diffusion, Europe 1 (90.4) quitte la tour pour le château d'eau de Saint-Rémy.
Le 7 novembre 2017, Radio Salam déménage sur le 105.9 pour laisser le 106.5 à Skyrock qui arrivera à la fin du mois.
En 2024, en raison du rapprochement technique entre le pôle radio du Groupe M6 avec l'opérateur Towercast, RTL quitte la tour des Cadalles pour rejoindre le château de Saint-Rémy.
Elle est aujourd'hui le site d'émission FM le plus peuplé de Bourg-en-Bresse avec 7 stations. Suivent le château d'eau de Saint-Rémy avec 6 stations, le pylône Towercast du Mont July (4 stations), la tour TDF du Mont July (1 station) et les 2 pylônes des Roches de Cuiron (1 station auto-diffusée pour chacun des 2 sites).

### Sources
- Les radios de Bourg-en-Bresse sur annuaireradio.fr (consulté le 23 juin 2018).
- Modification technique : déménagement d'Europe 1 à Saint-Rémy sur legifrance.gouv.fr (consulté le 23 juin 2018).
- Changement de fréquence pour Radio Salam sur legifrance.gouv.fr (consulté le 23 juin 2018).
- Annonce de l'arrivée de Skyrock à Bourg-en-Bresse sur libreantenne.radioactu.com (consulté le 23 juin 2018).
- Modification technique : déménagement de RTL à Saint-Rémy sur legifrance.gouv.fr (consulté le 16 février 2025).

## Autres réseaux
- Radiomessagerie par l'opérateur E*Message[4], depuis 1990.
- PMR, depuis 2014.
- TDF, faisceaux hertziens vers Cenves et Chevreaux, depuis 2020.

### Sources
- Cartoradio (données de l'ANFR) (consulté le 5 avril 2022).

## Galerie de photographies

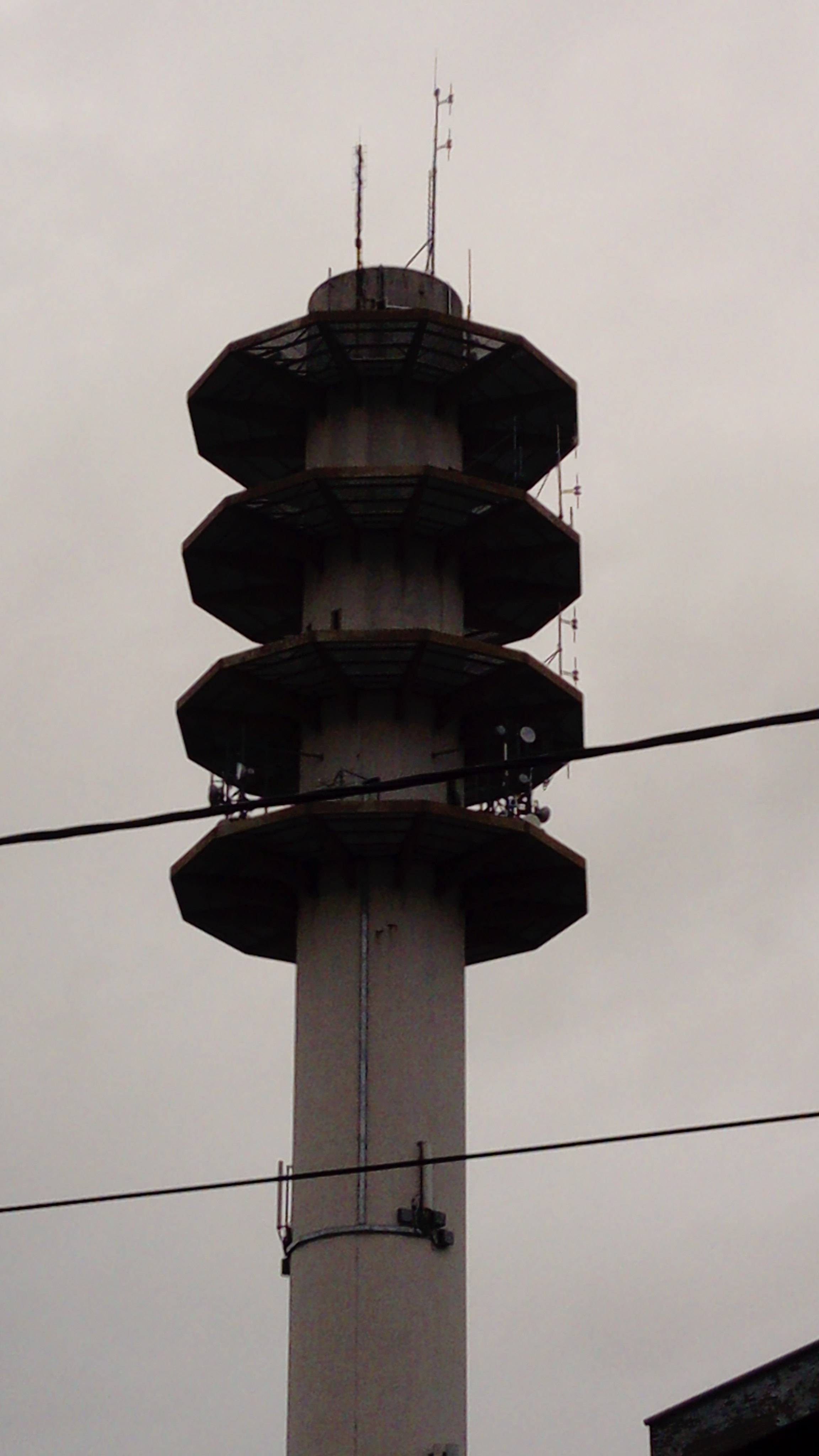
Tour des Cadalles avec dipôles d'émission FM au bord des étages.
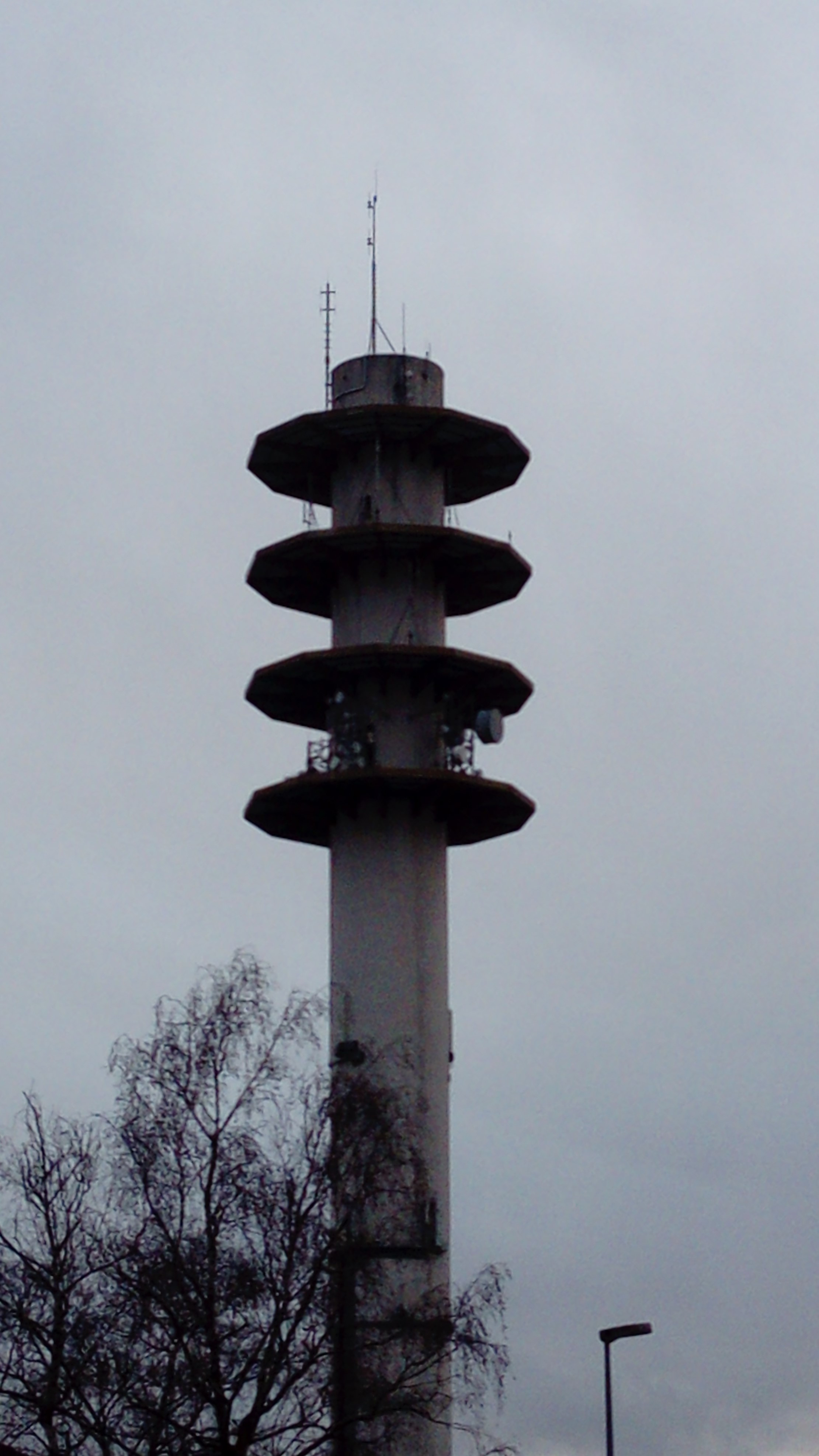
La tour de Saint-Denis-lès-Bourg depuis le bout de la rue des Lilas.
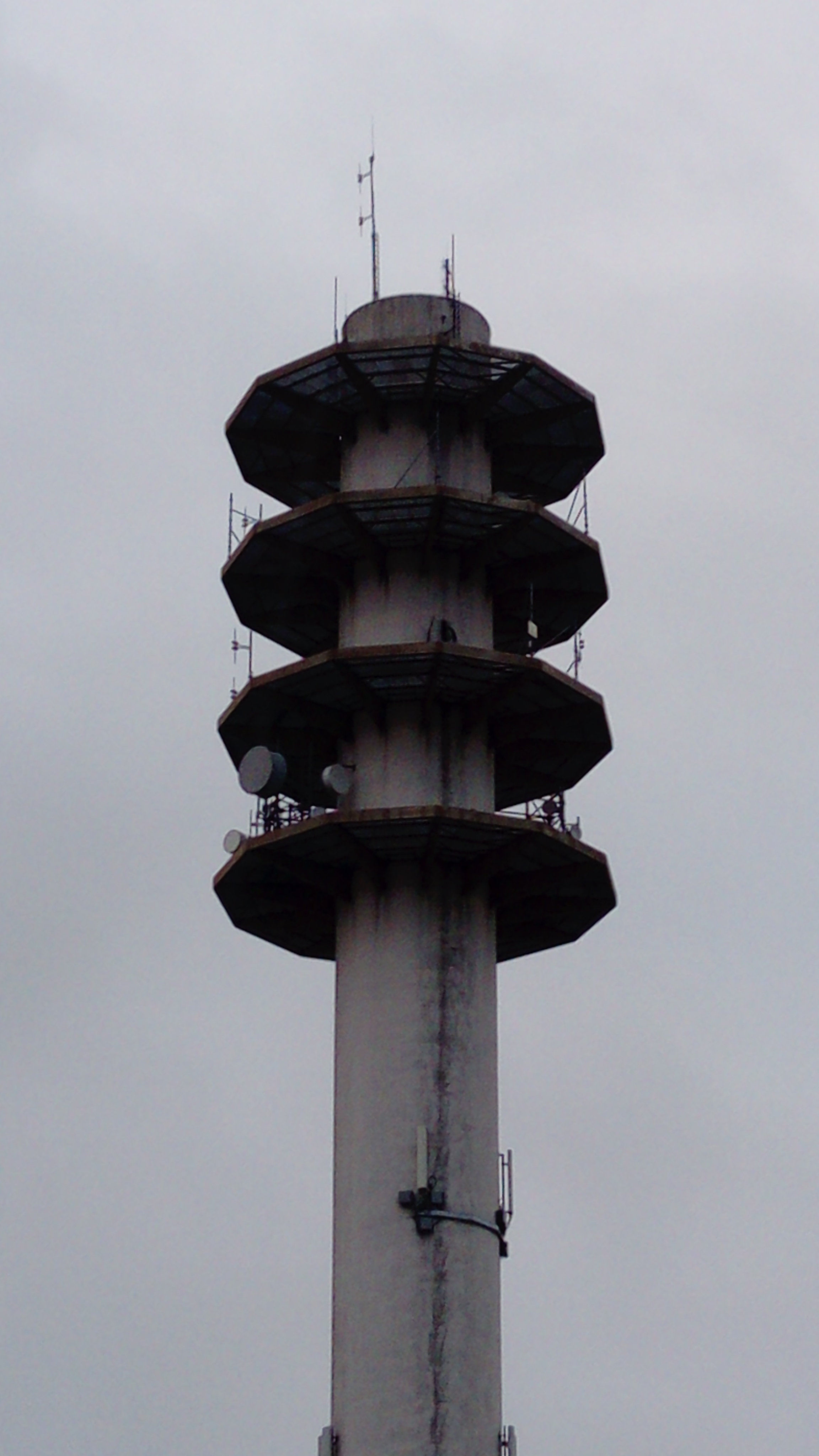
La tour de Saint-Denis-lès-Bourg depuis la rue des Marguerites.
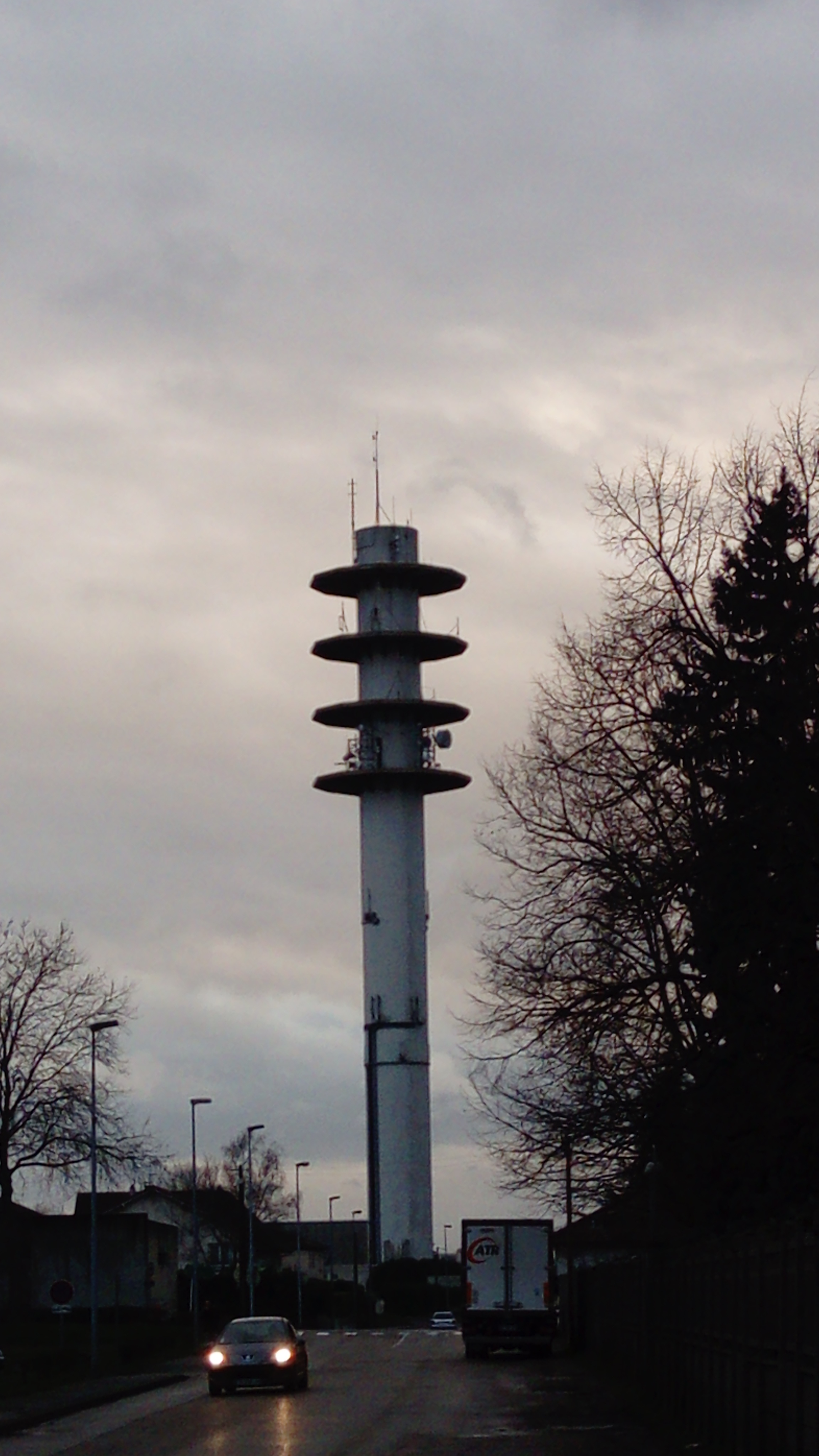
La tour de Saint-Denis-lès-Bourg depuis la rue des Marguerites (à côté de la ligne ferrée Mâcon-Ambérieu).
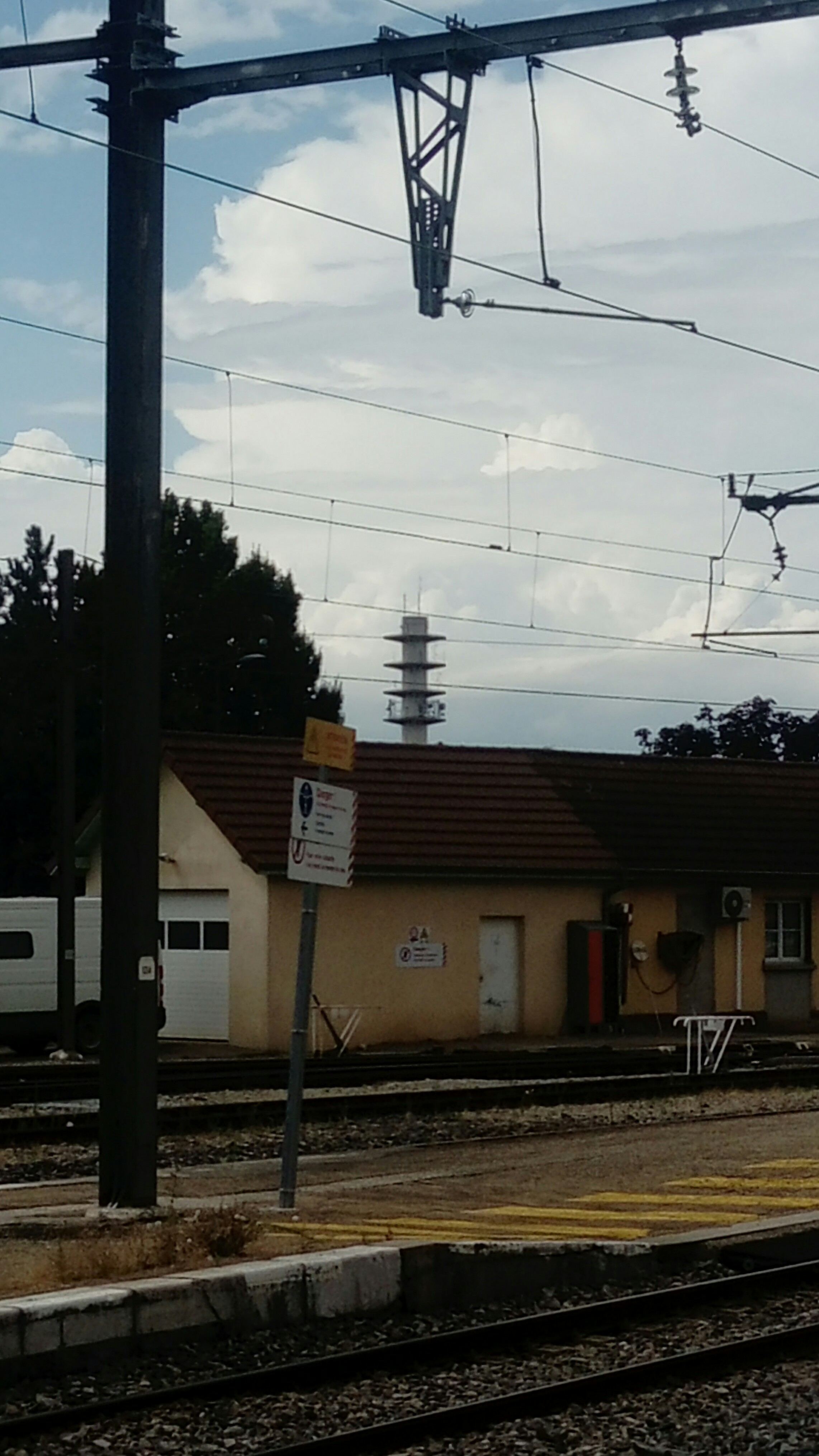
Tour hertzienne de Saint-Denis-lès-Bourg depuis le quai de la voie A de la Gare SNCF de Bourg-en-Bresse.
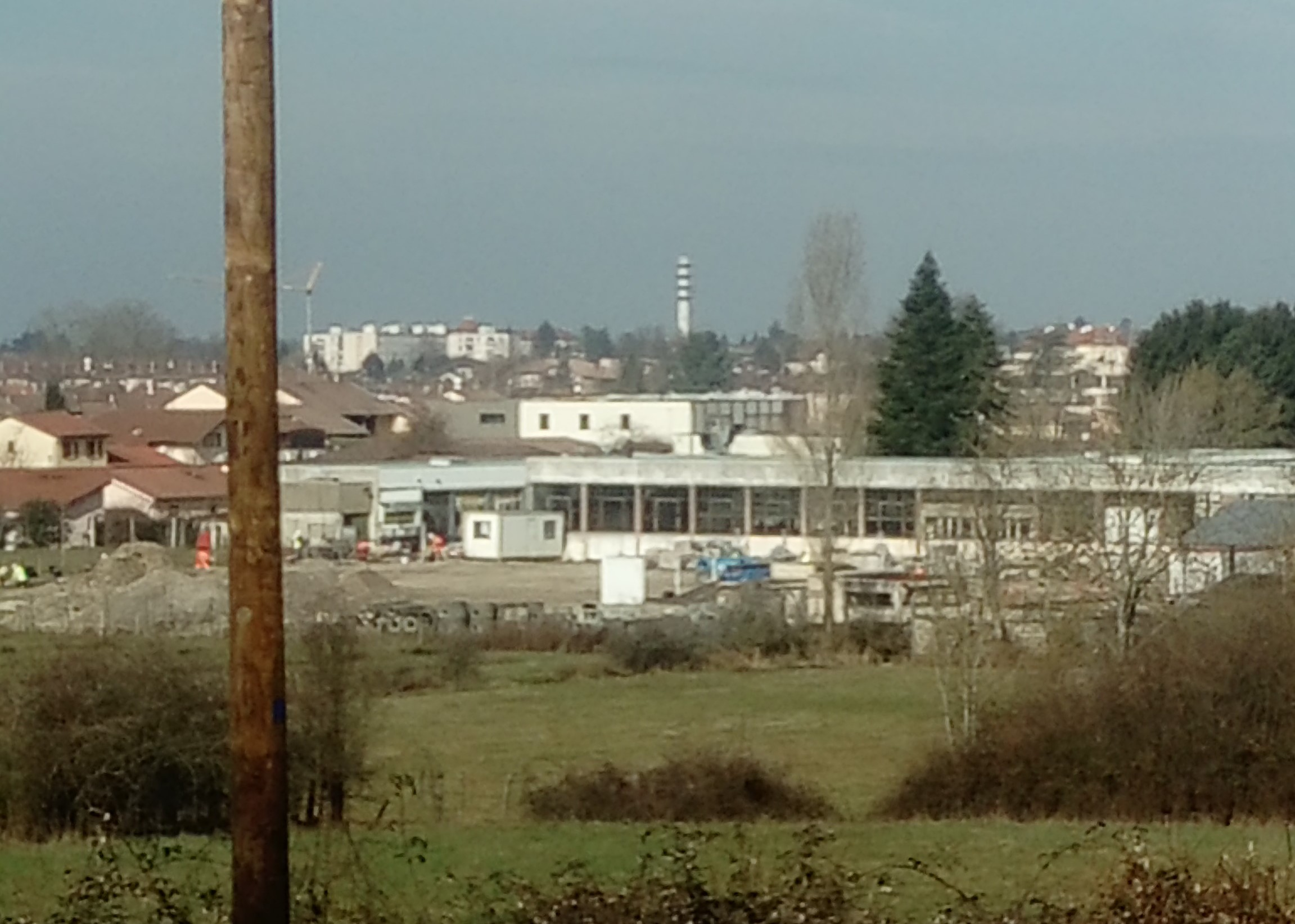
La tour de Saint-Denis-lès-Bourg depuis la route de Seillon à Péronnas.
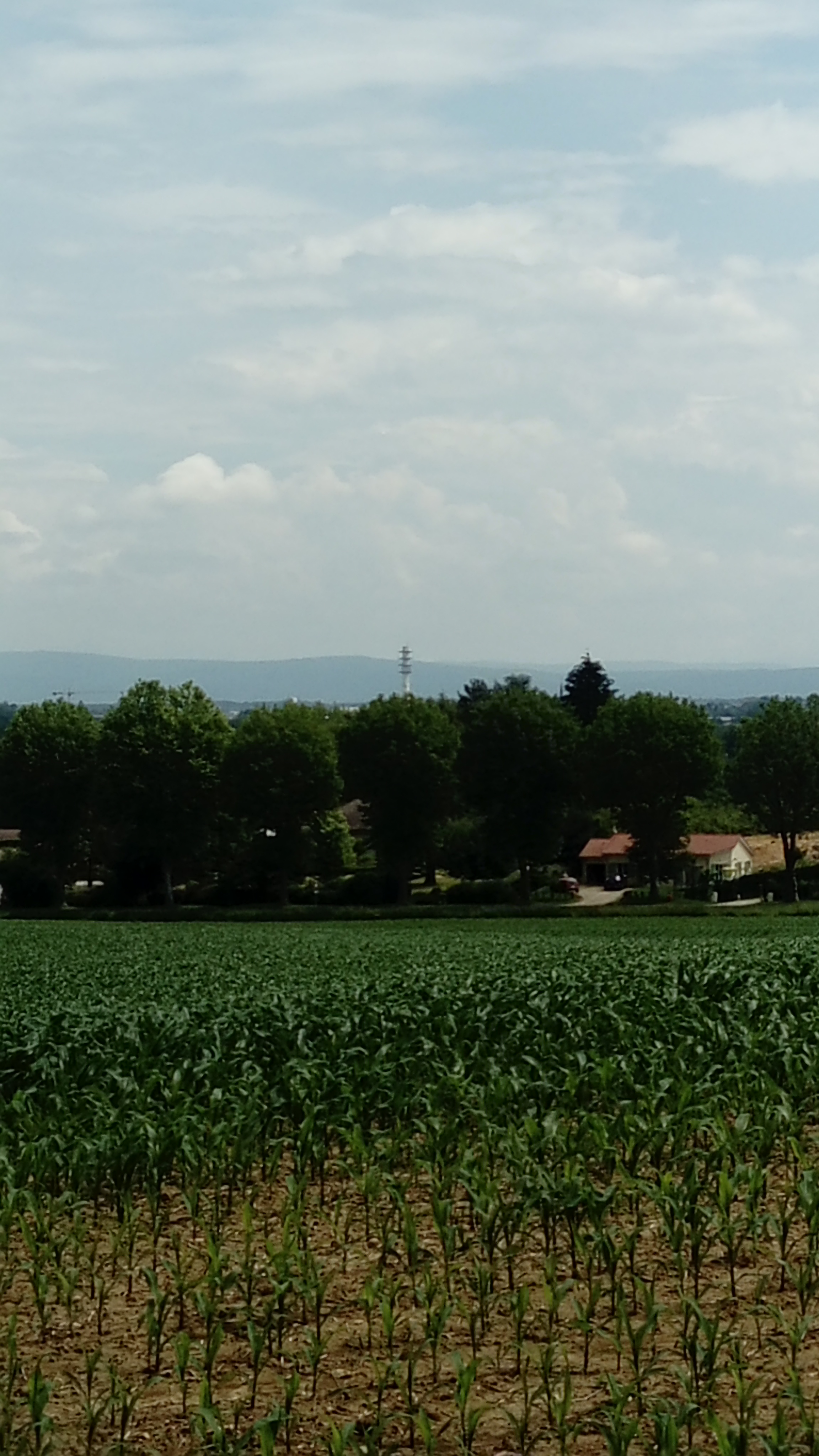
La tour de Saint-Denis-lès-Bourg depuis un chemin communal situé entre Corgenon et Saint-Rémy.
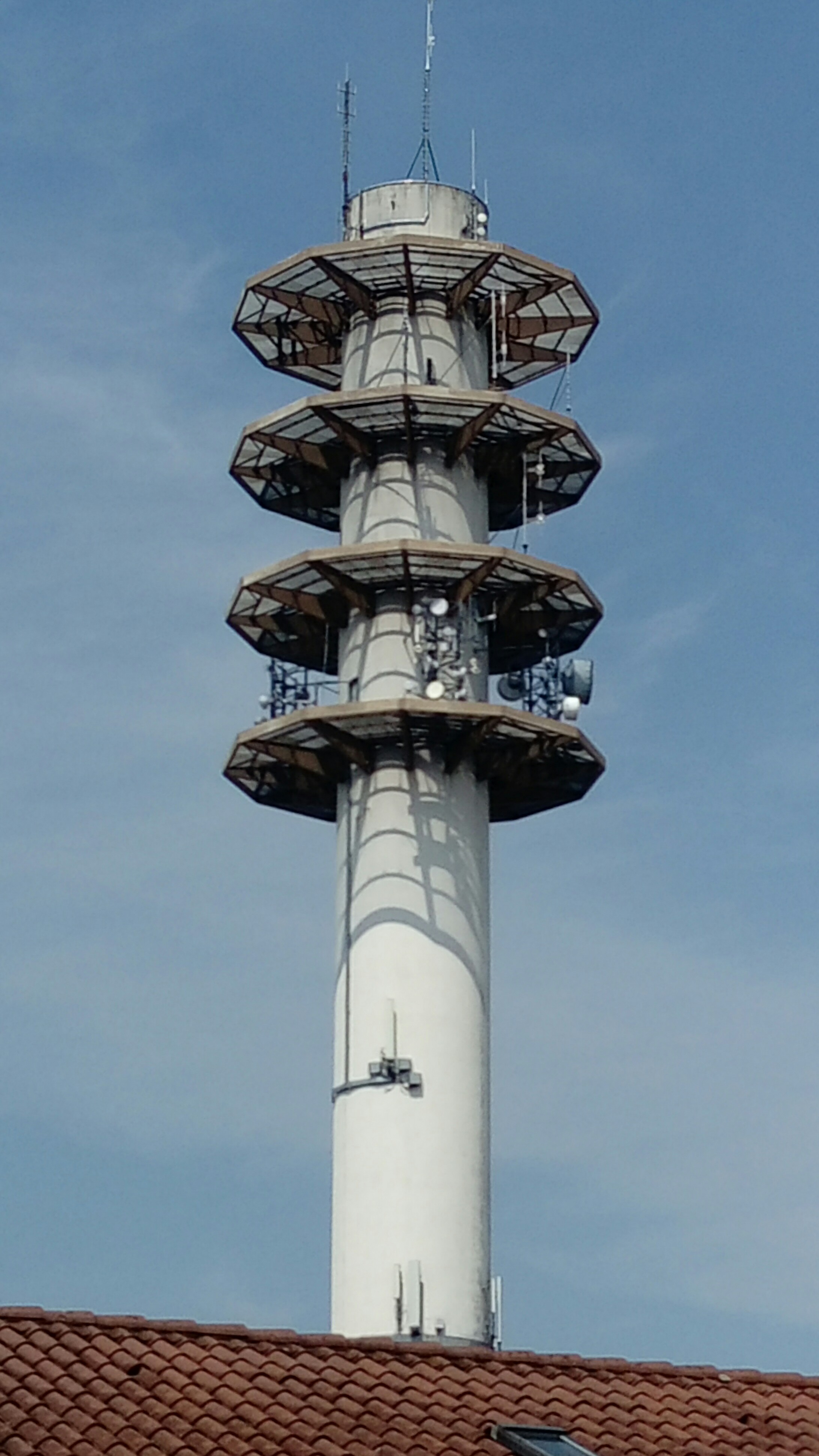
La tour de Saint-Denis-lès-Bourg depuis la rue des Églantines à Bourg-en-Bresse.
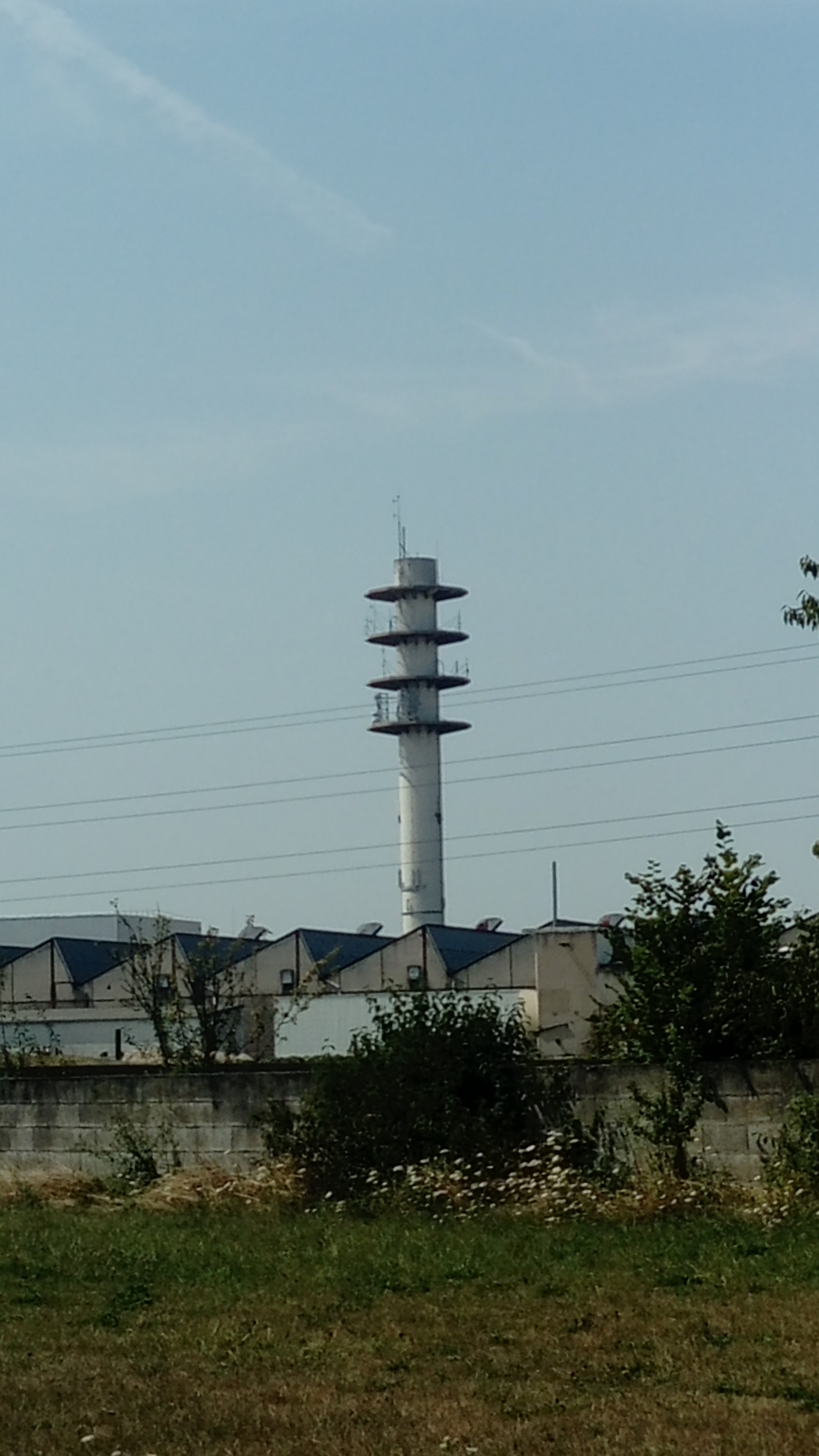
La tour de Saint-Denis-lès-Bourg depuis la rue de Calidon à Saint-Denis-lès-Bourg.
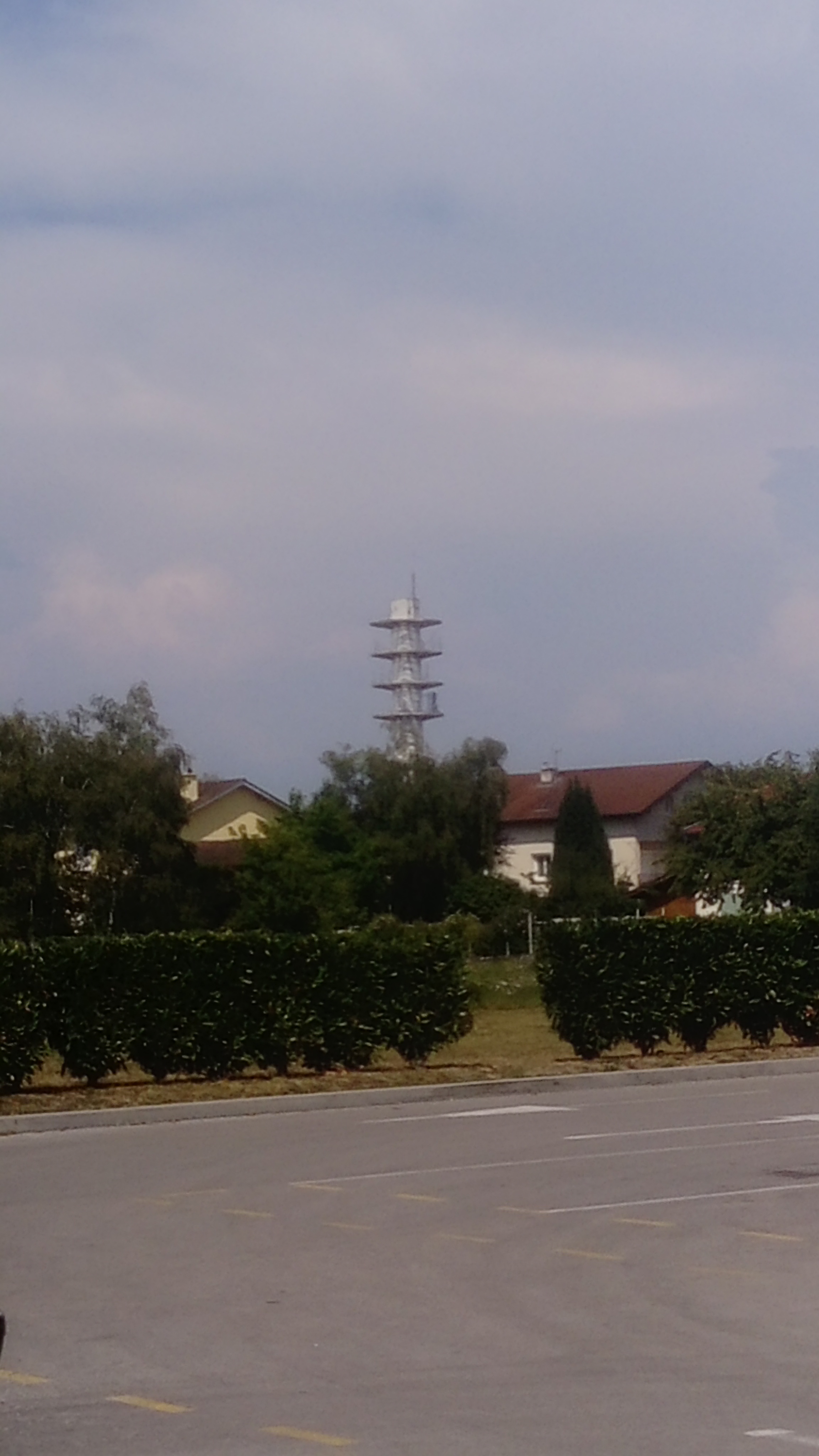
La tour depuis le Carrefour Market de Saint-Denis-lès-Bourg.
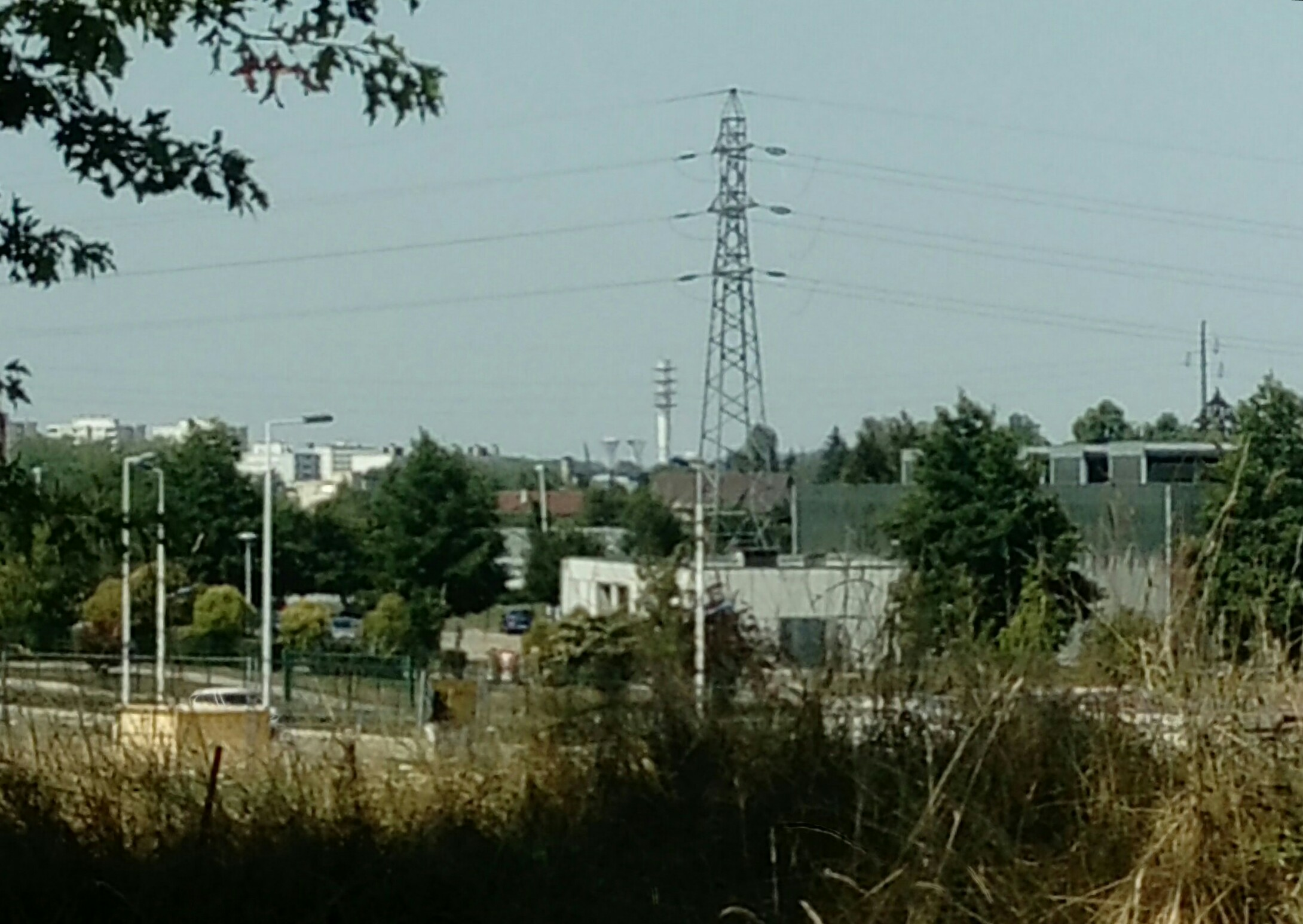
La tour de Saint-Denis-lès-Bourg depuis l'avenue de Bad-Kreuznach à Bourg-en-Bresse (au nord-est de la ville).
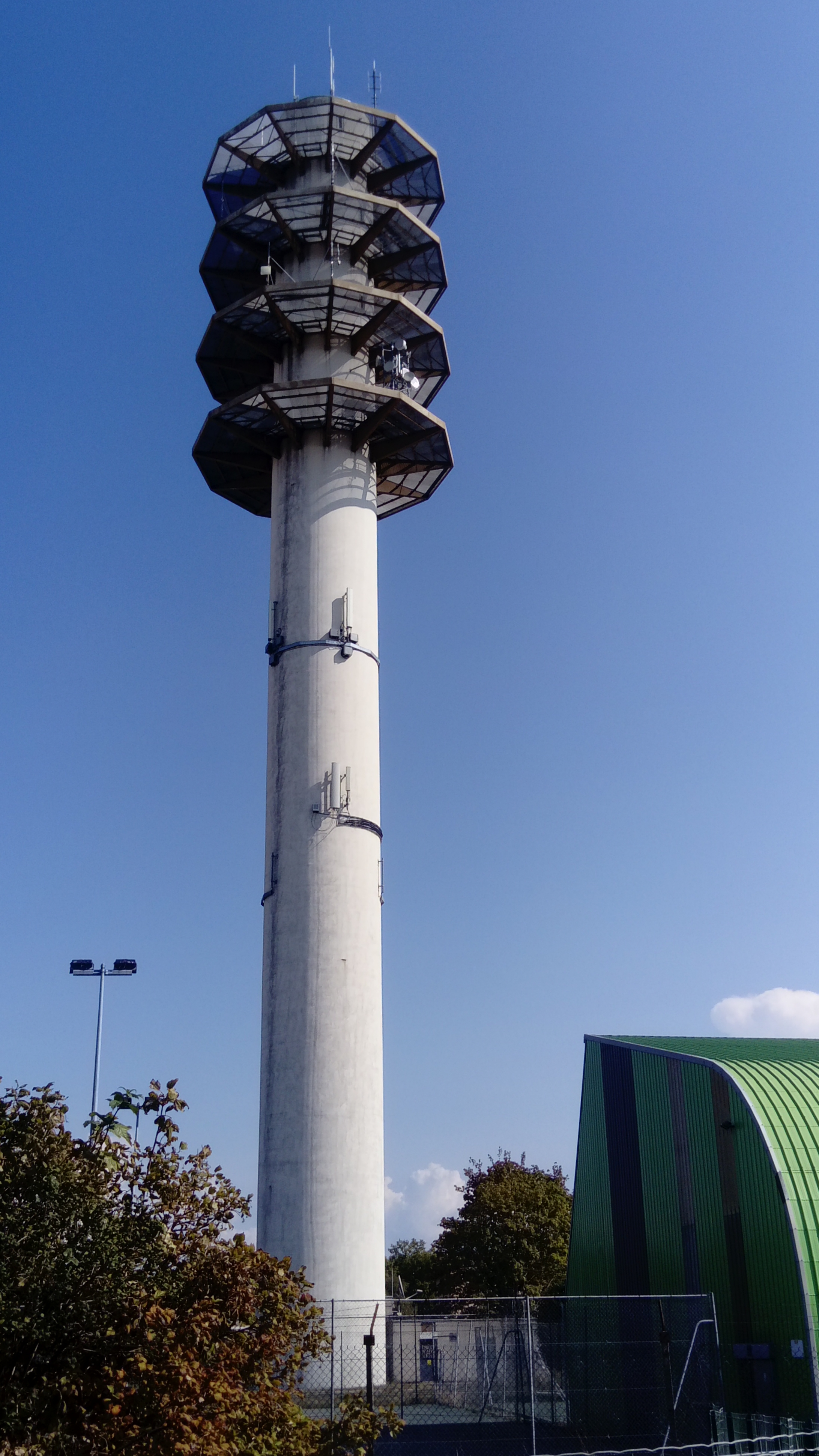
La tour depuis la rue de la Tour à Saint-Denis-lès-Bourg.